# 第二次西安戰鬥
西安戰鬥發生於1925年7月16日，地點則是在中國陝西。是北洋政府時期內戰之一，交戰兩方為北洋軍馮玉祥之國民二軍、三軍和陝督吳新田。原因是吳新田不服北洋政府，重兵自立。戰鬥末了，馮玉祥國民軍攻佔西安，陝督吳新田獲勝敗退寶雞。